# El Cosso
La festa del Cosso ([kóso]) és una festa popular celebrada a Felanitx (Mallorca) en ocasió de les festes de Sant Agustí (28 agost) organitzada per l'organització del mateix nom. Es tracta d'una festa relativament recent, sorgida el 1983, i que ha mudat molt al llarg dels anys, però sempre ha mantengut el seu caràcter festiu, irònic i reivinidicatiu.
Pròpiament, el Cosso és el nom de la penya o entitat que organitza la festa, la qual és paral·lela i complementària als actes institucionals i religiosos que se celebren el dia de Sant Agustí, entorn de l'església del mateix nom. A despit de la creença popular i del gran renom que té aquesta festa a tot Mallorca, no es tracta de les festes patronals, perquè la patrona de Felanitx és Santa Margalida.
Per la seva naturalesa anàrquica i descentralitzada quant a organització, la festa mai ha volgut ser institucionalitzada, ja que perdria part del seu sentit insurgent.

## Actes festius
El dia 28 d'agost, festa de Sant Agustí d'Hipona, coexisteixen actes institucionals i religiosos i actes autogestionats per les penyes, principalment la del Cosso.
La penya del Cosso es reuneix a trenc d'alba als voltants del Parc Municipal de la Torre, amb la música d'una colla de xeremiers i el renou espontani dels petards. Tot seguit, es dirigeixen a les escales de la font del poble, davant l'església parroquial, per celebrar-hi la «Resurrecció de la Quica», una paròdia de festa litúrgica. Al so de la música de flabiols i xeremies i onejant senyeres i estelades, es ressuscita el símbol de la penya: la Quica, una gallina dissecada i col·locada damunt un pal a manera d'estendard. A continuació, es recorren els carrers més cèntrics de Felanitx durant tot el dia.
Posteriorment, cap a les nou, a la plaça de l'Arraval es realitza el pregó, acte central de la diada del Cosso, en què l'humor surrealista i escenificat es barreja amb una mordaç crítica a la política local. Finalitzat el pregó s'encén una gran traca.

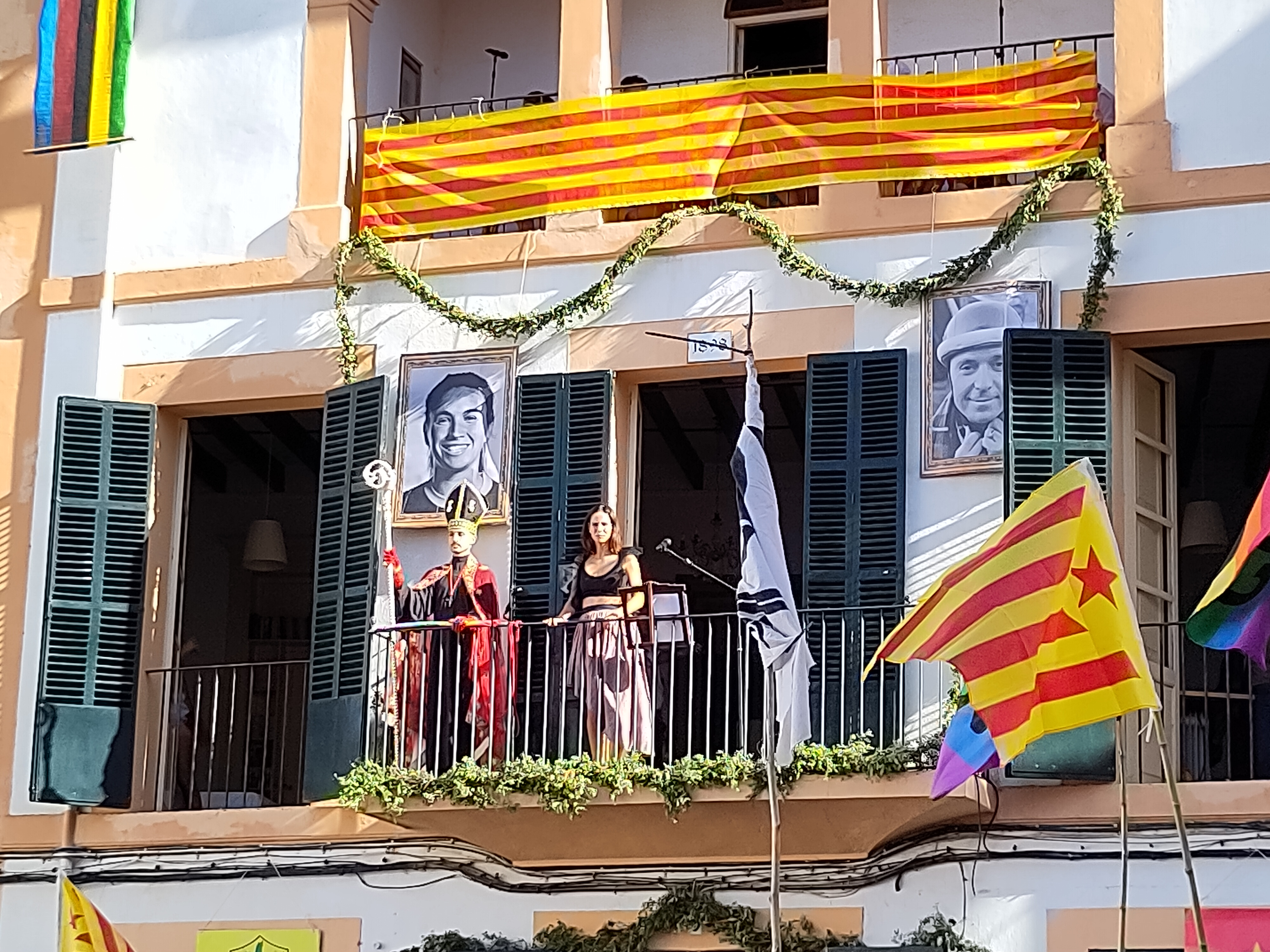
El pregó l'any 2023

A les onze té lloc el primer acte institucional, la missa a l'església conventual de Sant Agustí, on acudeixen totes les autoritats locals i qualque membre del Govern i del Consell. Acabada la missa, devers les dotze, té lloc el ball tradicional dels Cavallets, gegants i caparrots.

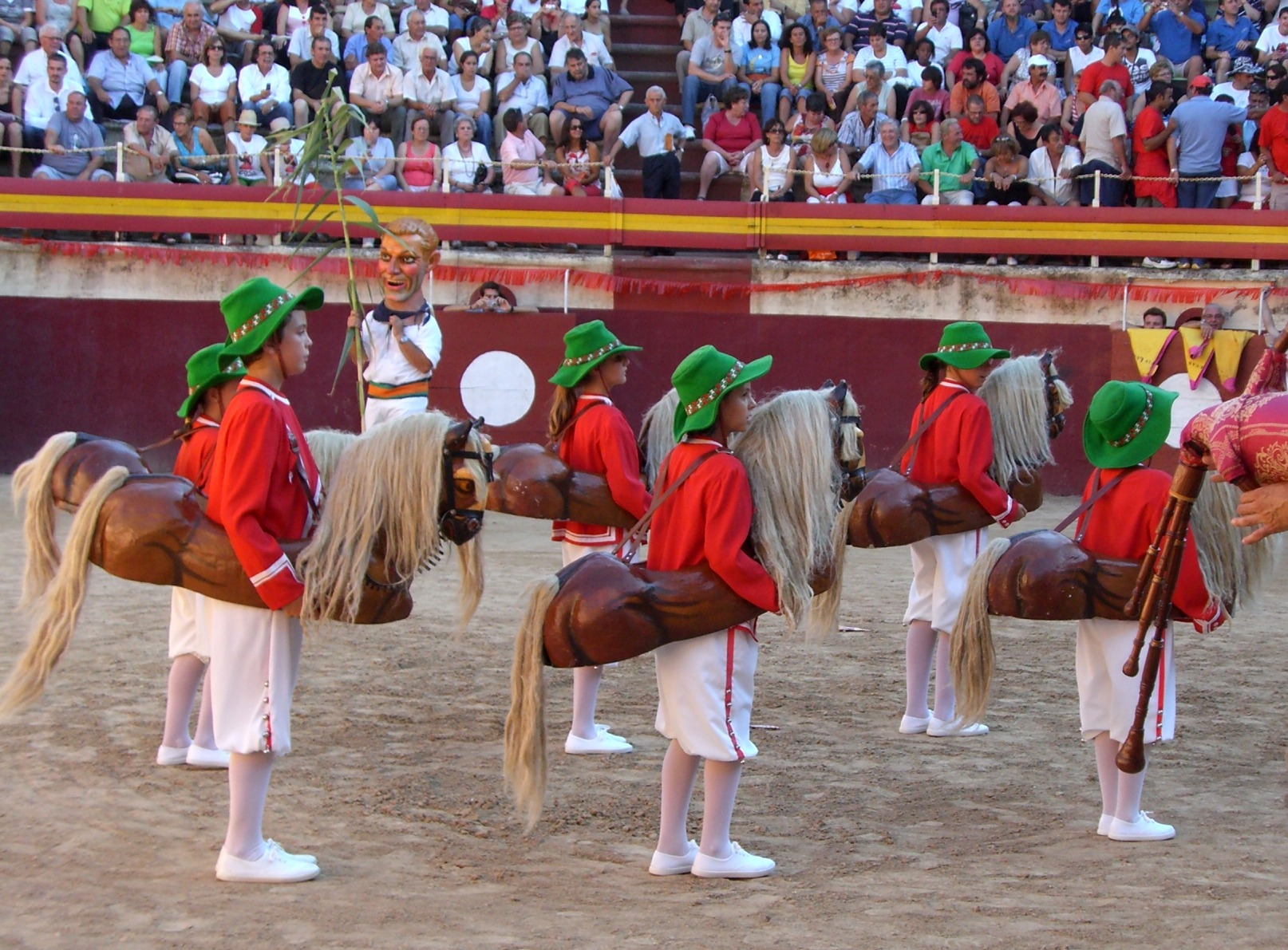
Els cavallets ballant a la plaça de la Macarena

Tot just després del ball, té lloc un dels actes centrals de la festa i el més mediàtic, l'«Adoració de les Autoritats», paròdia del costum del dictador Franco de passejar davall el pal·li religiós. Els membres del Cosso es concentren a les portes de l'església de Sant Agustí, a l'hora d'acabar la missa, i esperen les autoritats locals i autonòmiques que hi han acudit per fer-les passar, entre senyeres i estelades, per davall el palio i escridassar-los.
Després d'acompanyar les autoritats fins a l'ajuntament, la gent es dispersa pels bars i concerts organitzats per la penya, i tot plegat s'allarga fins a la revetla que l'ajuntament organitza el vespre i que s'allarga fins ben entrada la nit. La popularitat de la festa ha fet que la revetla del dia 28 (quan, de fet, el Cosso pròpiament dit ja s'ha dissolt) hagi assolit tal grau de massificació que l'ajuntament prengués mesures per tal d'evitar aglomeracions que posin en risc els assistents.
Les cançons que sonen més sovint per part dels xeremiers són clàssics dels balls populars com «Ara va de bo» i altres cançons que li donen el destacat toc surrealista, com ara «Cheli te quiero» o «Amigo Félix» (cantada per primera vegada arran de la visita del socialista Félix Pons durant la festa), a més de càntics a felanitxers il·lustres com ara el «¡Timoner, Timoner!».

### Indumentària
La vestimenta recorda la indumentària típica dels Sanfermines. Consta d'una camiseta blanca, amb un disseny diferent cada any, i un mocador vermell al coll. El disseny de les camisetes sempre porten els colors negre, i el groc i vermell de la senyera. La penya s'autogestiona a través de la venda de camisetes, de les quals es venen entre 500 i 1.500 cada any.

## Història

### Rerefons
Malgrat no ser el patró de la vila, Sant Agustí és el nom del convent de Felanitx i, per aquest motiu, el 28 d'agost era un dia celebrat. Els anys vuitanta, però, els actes continuaven de ser els mateixos que durant el Franquisme: una missa de matí, fira pels carrers i, havent dinat, una vedellada a la plaça de toros, que es remuntava a 1891; el vespre, seguia una revetla.

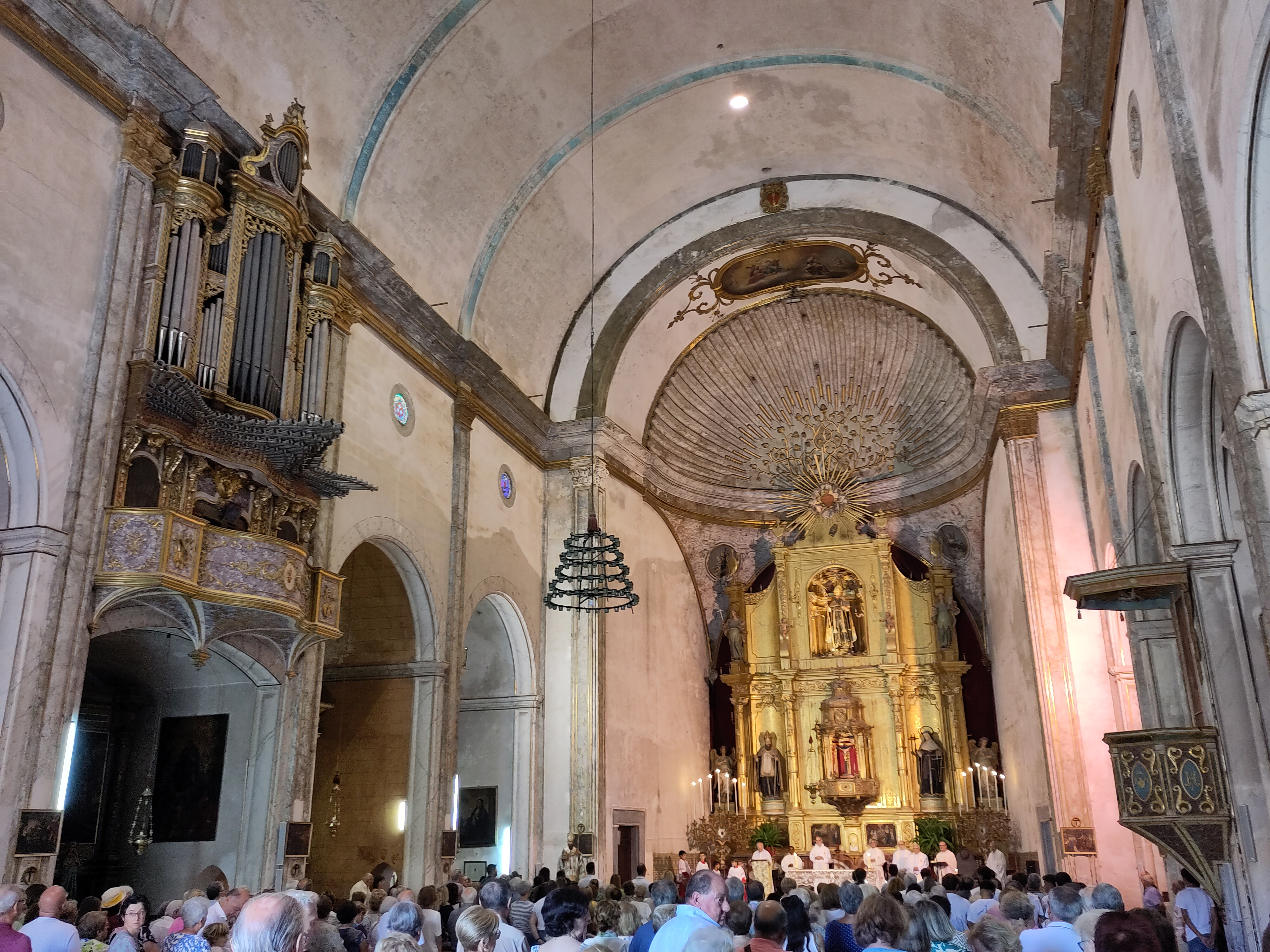
La missa de Sant Agustí

### El sorgiment
L'any 1983, en el decurs de la vedellada, un grup de joves decidí animar l'ambient i assistiren a la corrida amb vestits i complements lúdics i provocadors, que feien befa del món taurí. Durant l'acte, els joves animaven l'animal en comptes del torero, que fou víctima de les seves burles. Continuaren la festa amb el sopar i participació a la revetla. Anaven vestits amb camisa blanca i mocador, imitant, irònicament, l'estil dels Sanfermines.
L'any següent, el mateix grup de joves s'organitzà en una penya taurina per reeditar la feta. A més de la camisa blanca, portaven complements típicament espanyols i taurins per fer-ne befa: peinetas, puros, clavells, capells, mocadors, ventalls... La festa començà amb el dinar abans de la vedellada, i després dels actes, continuà fins al vespre. Després de la vedellada, la penya obsequià els que havien fet millor paper amb una quica viva.
La bauxa i la parafernàlia típiques de les vedellades hi eren presents, però de manera molt irònica, en tant que volien representar una paròdia del món taurí.

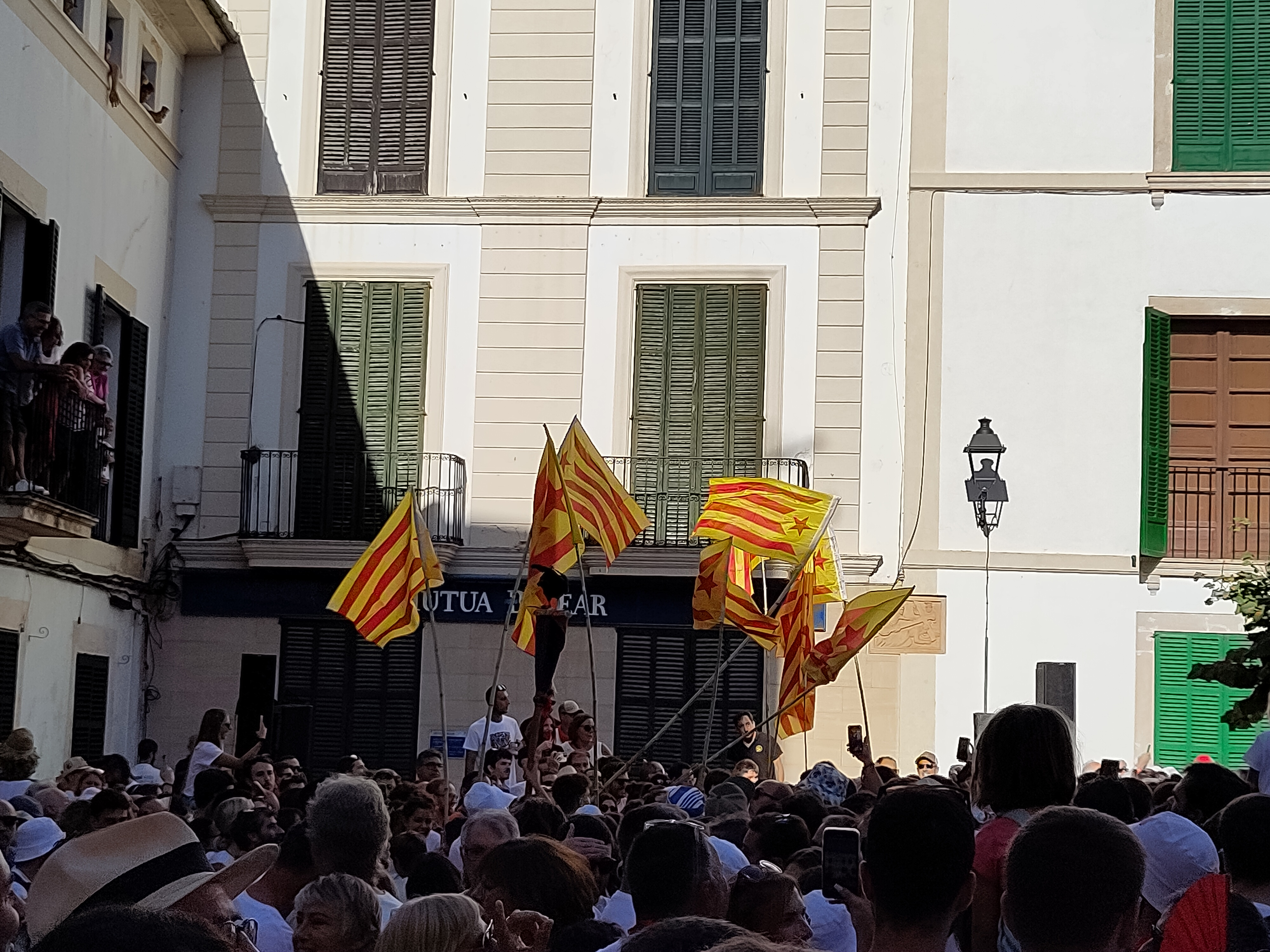
La Quica entre estelades

### Desenvolupament
La festa anà creixent, i s'anaren incorporant nous elements i actes. S'aconseguiren instruments cedits de la banda municipal per anar sonant pels carrers. El 1987 s'organitzà un dinar al mercat, i l'any següent hi participaren més de 800 persones. Sortiren noves penyes amb el mateix esperit del Cosso que s'incorporaren a la festa, com la dels Bous, Los Topos, s'Espaseta, El Venao, Burladero, s'Estocada, Los Embolaos, Rezagados...
Amb el temps, la quica oferta com a present als més destacats de la vedellada esdevengué un animal simbòlic. Per això, es dissecà una quica, es col·locà damunt un bastó i es convertí en un tòtem que es passejava pels carrers. Així nasqué un dels actes principals de la festa, la Ressurrecció de la Quica, que, acompanyat del so de les xeremies, dona el sus, a trenc d'alba, a la festa. Amb el temps, els actes centrals de la festa s'anaren desplaçant: de ser la vedellada el punt central de la festa a moure's cap al matí, la prèvia de la vedellada.
El 1993, pel 10è aniversari, es va llogar un trenet turístic fet venir de Cala d'Or per recórrer els carrers de la vila. L'any següent, el 1994, fou el primer que s'editaren camisetes, que serveixen per recaptar fons per la festa.
El Cosso constitueix la primera neofesta de Mallorca. Segons l'antropòleg Marcel Pich i Esteve, les neofestes són «celebracions que impugnen vells models de festa i que proposen un model més participatiu i actual. Impulsades per grups de joves al marge de la institució, aquest fenomen es relaciona amb el catalanisme cultural i polític. En elles existeix una apel·lació a la idea de tradició però amb la voluntat de renovar-la».

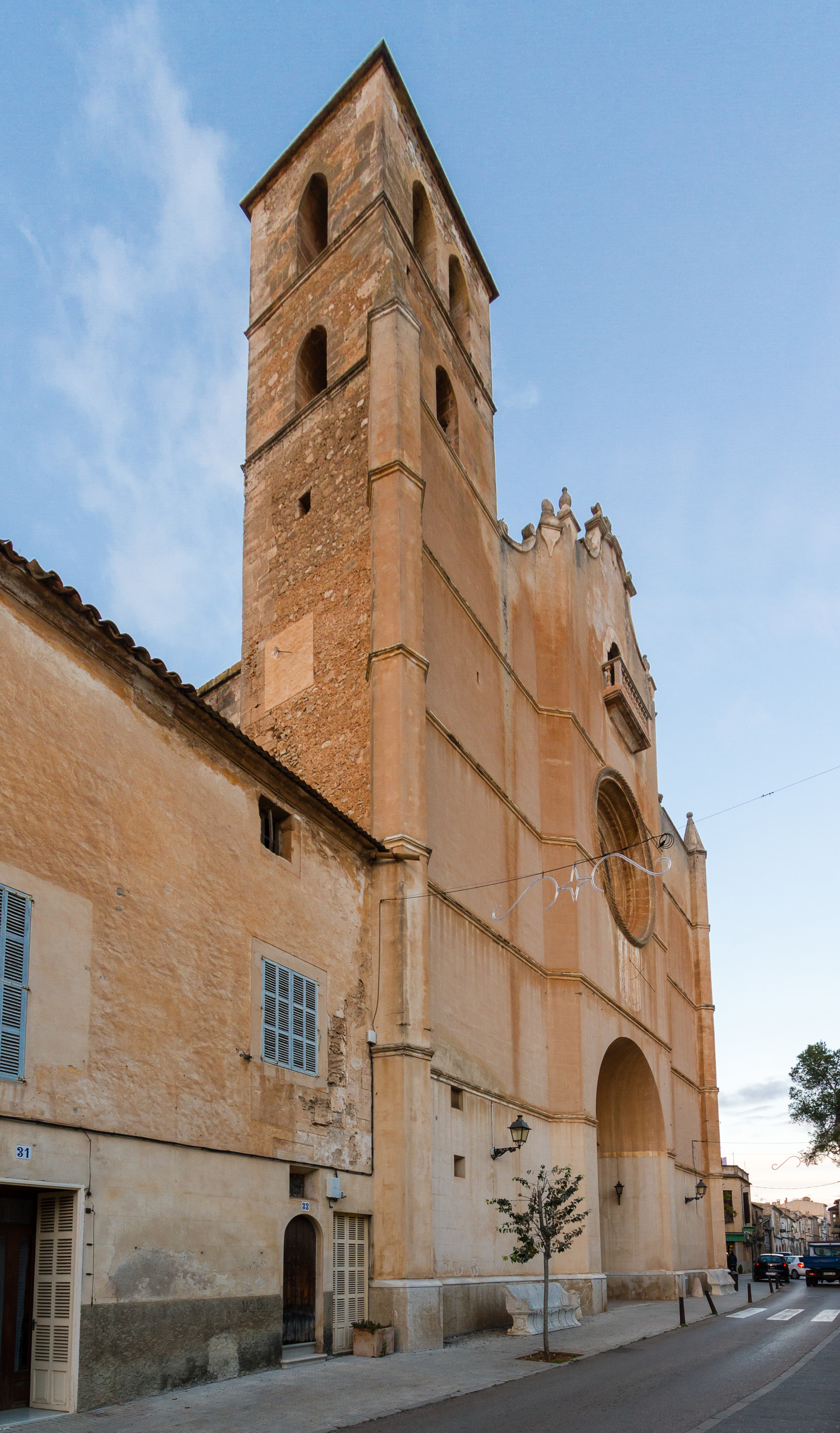
La plaça de l'església de Sant Agustí

### Incidents i controvèrsies
Moltes de les penyes que sorgiren es crearen després de l'any 2000, en què diversos membres del Cosso foren detinguts «per desordre públic i desobediència» a causa d'una disputa dialèctica amb membres dels cos de la Guardia Civil.
L'any 2006, les persones que organitzaven els actes de la penya, anomenats la Indirectiva, anunciaren la seva retirada després de vint anys al capdavant. L'any següent, el 2007, part de la penya es va posar en desacord amb la nova organització i es produí una escissió en el si de l'organització. Tanmateix, la festa continuà com en anys anteriors, però amb els penyistes portant dues versions de les camisetes. L'any 2008 hi va haver novament un relleu dins l'organització i la situació va tornar a la normalitat.
El 2009, després d'una llarga decadència de l'edifici, la plaça de Toros no obtengué els permisos per acollir la vedellada i, per primera vegada, la festa de Sant Agustí se celebrà sense toros. Malgrat haver estat l'acte central de la festa del Cosso, la celebració s'havia consolidat tant que l'absència de vedellada gairebé no afectà el desenvolupament, l'acolliment i la popularitat de la festa.
L'any 2011 es produïren una sèrie d'incidents a la sortida de l'ofici del Convent quan els agents de la Policia Local esquitaren membres de la penya el Cosso amb gas lacrimogen Tot plegat tengué lloc quan les autoritats convidades, entre les quals la presidenta del Consell de Mallorca Maria Salom, passaven davall el pal·li. Més de trenta persones foren ateses pels serveis mèdics com a resultat de la flitada. Tanmateix, l'equip de govern del PP i la mateixa Policia Local elaboraren un informe, posteriorment enviat a Fiscalia, pel qual s'imputen faltes i delictes per desordres públics a fins a dotze membres de la penya. Es reclamaven 55.150 euros de multes als onze encausats, però els processos finalment van prescriure.
El 2021, després d'un any en què no se celebrà la festa per mor de la pandèmia del coronavirus, en senyal de protesta davant el fet que no s'autoritzaven festes populars però sí que es permetien excessos entre els turistes a les zones de costa, els membres del Cosso celebraren la festa de manera sorpresa a Magaluf, entre els turistes, en un ambient de crítica per la gestió de les mesures de la pandèmia i envers el model turístic de l'illa. La festa acabà amb qualque identificat, però se celebrà amb satisfacció per part dels organitzadors.